# گری ساندگرن
گری ساندگرن (انگلیسی: Gary Sundgren؛ زادهٔ ۲۵ اکتبر ۱۹۶۷) بازیکن سابق فوتبال اهل سوئد است که در پست دفاع راست یا مدافع میانی بازی می‌کرد.
وی همچنین در تیم ملی فوتبال سوئد بازی کرده‌است.